# 2 of Amerikaz Most Wanted
"2 of Amerikaz Most Wanted" (também conhecido como "Gangsta Party") é um single do rapper Tupac Shakur do seu quarto álbum de estúdio All Eyez on Me. A canção foi composta por 2Pac, Snoop Dogg e Daz Dillinger que também produziu a faixa, a canção foi cantada em parceria por 2Pac e Snoop Dogg. A faixa é popularmente conhecida como "Gangsta Party" devido ao verso "ain't nuthin but a gangsta party" no refrão da música. "2 of Amerikaz Most Wanted" foi mais tarde incluída na coletânea 2Pac's Greatest Hits.

## Vídeo musical
O vídeo da canção faz uma paródia de Biggie Smalls ("Piggie") e Puff Daddy ("Buff Daddy"), tendo uma discussão sobre o tiroteio em novembro 1994, em que 2Pac foi baleado, sobre qual ele alegou que Biggie sabia de tudo mas não o avisou.

## Legado
A canção foi performada por Dr. Dre e Snoop Dogg nas apresentações da Up In Smoke Tour em 2000.
Em 15 de abril de 2012, a canção foi performada no Festival de Coachella com Snoop Dogg se apresentando com o Holograma de Tupac.

## Desempenho nas paradas
| Paradas (1996)                                     | Melhor posição |
| -------------------------------------------------- | -------------- |
| Estados Unidos (Billboard Hot R&B/Hip-Hop Airplay) | 46             |

| Paradas (2011)                 | Melhor posição |
| ------------------------------ | -------------- |
| Alemanha (iTunes 100 Chart)    | 43             |
| França (iTunes 100 Chart)      | 53             |
| Reino Unido (iTunes 100 Chart) | 54             |